# Idaea foedata
Idaea foedata är en fjärilsart som beskrevs av Butler 1879. Idaea foedata ingår i släktet Idaea och familjen mätare. Inga underarter finns listade i Catalogue of Life.